# Tomme de Savoie

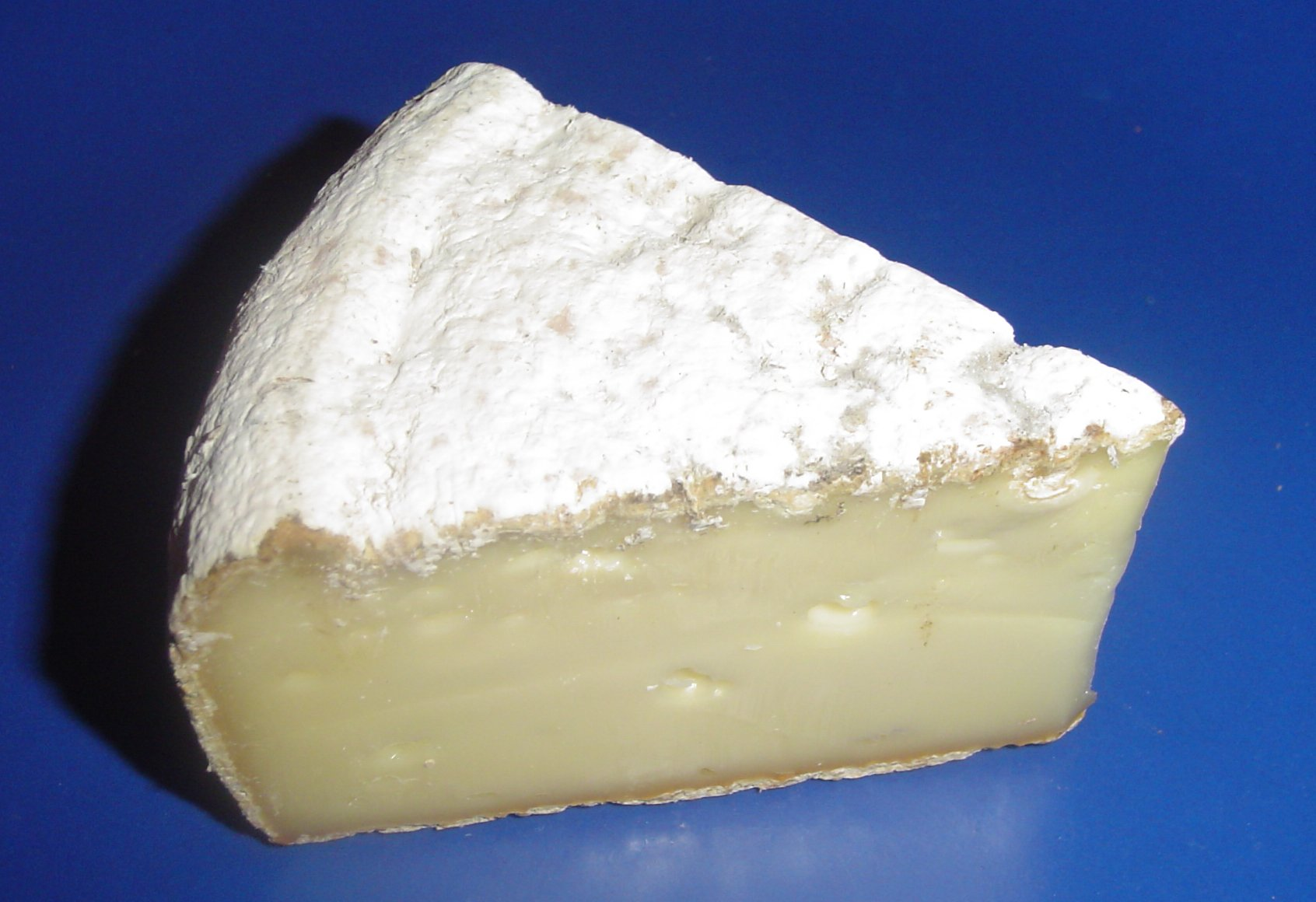
Tomme de Savoie

Der Tomme de Savoie ist ein französischer Käse aus nicht pasteurisierter Kuhmilch. Seit 1996 trägt er das EU-Gemeinschaftszeichen für Produkte mit geschützter geografischer Angabe (französisch Indication Géographique Protégée, IGP). Dieser Käse wird in der Region Savoyen produziert und in der Regel direkt auf den Almen hergestellt. Sein Teig ist kompakt und schnittfest und durch kleine Löcher gekennzeichnet.
Er ist der einzige Tomme-Käse, der zum Teil entrahmt und in verschiedenen Fettstufen (10 %, 15 %, 20 %, 25 %, 30 % , 48% Fett in Trockenmasse und Vollmilchkäse) angeboten wird. Die jährliche Produktion beläuft sich auf etwa 6000 Tonnen, von denen etwa 500 Tonnen von kleinbäuerlichen Betrieben stammen.